# Interazione elettrodebole
In fisica l'interazione elettrodebole è il risultato dell'unificazione di due delle quattro interazioni fondamentali della natura: l'interazione elettromagnetica e l'interazione debole.
Anche se queste due forze sembrano molto diverse alle energie dell'universo che conosciamo, sopra l'energia di unificazione, dell'ordine di 246 GeV, la teoria elettrodebole le modellizza come una stessa forza. Questa condizione era presente all'inizio del Big Bang, quando l'universo aveva una temperatura all'incirca di 1015 K; la separazione nelle due interazioni attuali avvenne durante l'epoca dei quark.
Sheldon Lee Glashow, Abdus Salam, e Steven Weinberg furono insigniti del premio Nobel per la fisica nel 1979 per aver teorizzato l'unificazione delle due interazioni, nota anche come teoria di Weinberg-Salam. Nel 1984 Carlo Rubbia e Simon van der Meer vinsero il premio Nobel per il riscontro sperimentale dei bosoni deboli W e Z. Nel 1999 a Gerardus 't Hooft e Martinus Veltman fu assegnato il premio Nobel per aver dimostrato che la teoria elettrodebole è rinormalizzabile.

## Storia
Dopo che l'esperimento di Wu scoprì la violazione della parità nell'interazione debole, iniziò la ricerca di un modo per mettere in relazione le interazioni debole ed elettromagnetica. Estendendo il lavoro del suo relatore di dottorato Julian Schwinger, all'inizio degli anni sessanta Sheldon Lee Glashow introdusse dapprima due diverse simmetrie, una chirale e una achirale, e le combinò in modo che la loro simmetria complessiva non venisse rotta. Questo non produsse una teoria di gauge rinormalizzabile e, non essendo noto alcun meccanismo spontaneo di rottura della simmetria di gauge, questa doveva essere rotta manualmente; tuttavia il procedimento predisse una nuova particella, il bosone Z, che però ricevette poca attenzione poiché non corrispondeva a nessuna scoperta sperimentale.
Nel 1964, Abdus Salam e John Clive Ward ebbero la stessa idea, ma predissero un fotone senza massa e tre bosoni di gauge massivi con una simmetria rotta manualmente. Più tardi, intorno al 1967, mentre studiava la rottura spontanea di simmetria, Steven Weinberg trovò un insieme di simmetrie che predicevano un bosone di gauge neutro e senza massa. Sebbene inizialmente le avesse scartate ritenendole inutili, si rese conto in seguito che descrivevano la forza elettrodebole e, inglobando l'ipotesi teorica di Peter Higgs e altri, procedette a predire masse approssimate per i bosoni W+, W- e Z0. Inoltre, suggerì che questa nuova teoria fosse rinormalizzabile. Nel 1971, Gerardus 't Hooft dimostrò che le simmetrie di gauge spontaneamente rotte sono rinormalizzabili anche con bosoni di gauge massivi.
L'esistenza dell'interazione elettrodebole fu verificata sperimentalmente in due fasi: la prima nel 1973 con la scoperta delle correnti neutre negli scattering di neutrini dalla collaborazione Gargamelle, la seconda nel 1983 con la scoperta dei bosoni W e Z dalle collisioni protone-antiprotone nell'acceleratore Super Proton Synchrotron da parte delle collaborazioni UA1 e UA2.

## Descrizione
Secondo la teoria elettrodebole, a energie molto elevate, presenti per pochi istanti dopo il Big Bang, fino a una temperatura all'incirca di 1015 K, l'universo possedeva quattro campi di gauge vettoriali relativi a un'unica forza elettrodebole, espressi da quattro bosoni di gauge privi di massa accoppiati a un campo scalare detto campo di Higgs. Al di sotto di tale livello di energia il campo di Higgs, a causa della sua instabilità, ha subito una rottura spontanea di simmetria che ha prodotto tre bosoni di Goldstone, i quali sono stati assimilati da tre dei quattro campi elettrodeboli fornendo loro la massa (meccanismo di Higgs). I tre campi massivi sono diventati i bosoni W e Z dell'interazione debole, mentre il quarto ha conservato le caratteristiche iniziali ancora presenti nell'universo attuale ed è il campo privo di massa del fotone responsabile dell'elettromagnetismo.

## Formulazione matematica

L'angolo del mescolamento debole o di Weinberg, e la relazione con le costanti di accoppiamento, e. Adattato da Lee (1981).

Matematicamente, l'elettromagnetismo e le interazioni deboli sono unificate in un campo di Yang-Mills con SU(2) × U(1) come gruppo di gauge, che descrive formalmente le operazioni che possono essere applicate ai campi di gauge elettrodeboli senza cambiare la dinamica del sistema. Questi campi sono {\displaystyle W_{1}}, {\displaystyle W_{2}}, e {\displaystyle W_{3}} (i cosiddetti campi di isospin debole) e il campo dell'ipercarica debole {\displaystyle B}. Questa invarianza prende il nome di simmetria elettrodebole.
I generatori di SU(2) e U(1) si chiamano rispettivamente isospin debole (indicato con {\displaystyle T}) e ipercarica debole ({\displaystyle Y_{\text{w}}}). Questi daranno origine ai bosoni di gauge che mediano le interazioni elettrodeboli – i tre bosoni dell'isospin debole ({\displaystyle W_{1}}, {\displaystyle W_{2}}, e {\displaystyle W_{3}}), e il bosone {\displaystyle B} dell'ipercarica debole, tutti "inizialmente" privi di massa. Questi non sono campi fisici e sono precedenti alla rottura spontanea di simmetria e al correlato meccanismo di Higgs.
Nel modello standard, i bosoni W e Z e il fotone sono prodotti attraverso la rottura spontanea della simmetria elettrodebole {\displaystyle \mathrm {SU} (2)\times \mathrm {U} (1)_{Y}} in {\displaystyle \mathrm {U} (1)_{\text{em}}} causata dal meccanismo di Higgs, un fenomeno che altera "spontaneamente" la realizzazione della simmetria e riorganizza i gradi di libertà.
La carica elettrica ha origine come una particolare combinazione lineare di {\displaystyle Y_{\text{w}}} (ipercarica debole) e della terza componente dell'isospin debole, che non si accoppia con il bosone di Higgs. Ciò significa che il campo di Higgs e quello elettromagnetico non si influenzano a vicenda al livello delle interazioni fondamentali (il cosiddetto tree-level), mentre ogni altra combinazione dell'ipercarica e dell'isospin debole deve interagire con l'Higgs. Questo provoca un'apparente separazione tra la forza debole, che interagisce con l'Higgs, e quella elettromagnetica che non vi interagisce. Matematicamente, la carica elettrica è una combinazione lineare dell'ipercarica debole e dell'isospin debole; nello specifico:
{\displaystyle Q=T_{3}+{\tfrac {1}{2}}\,Y_{\mathrm {w} }}
Il gruppo di simmetria dell'elettromagnetismo, {\displaystyle \mathrm {U} (1)_{\text{em}}}, è definito come il gruppo generato da questa particolare combinazione lineare e la simmetria che descrive non viene rotta, poiché il fotone non interagisce direttamente con l'Higgs.
La sopracitata rottura spontanea di simmetria fa sì che i bosoni {\displaystyle W_{3}} e {\displaystyle B} si uniscano per produrre due bosoni fisici distinti con masse diverse: il bosone Z0 e il fotone (γ),
{\displaystyle {\begin{pmatrix}A\\Z^{0}\end{pmatrix}}={\begin{pmatrix}\cos \theta _{\text{W}}&\sin \theta _{\text{W}}\\-\sin \theta _{\text{W}}&\cos \theta _{\text{W}}\end{pmatrix}}{\begin{pmatrix}B\\W_{3}\end{pmatrix}},}
dove {\displaystyle \theta _{\text{w}}} è l'angolo di Weinberg. Gli assi che rappresentano le particelle sono state essenzialmente ruotate, nel piano ({\displaystyle W_{3}}, {\displaystyle B}), di una quantità pari all'angolo di Weinberg. Questo introduce anche una discrepanza tra la massa della particella Z0 e quella dei W± (indicate rispettivamente con {\displaystyle m_{\text{Z}}} e {\displaystyle m_{\text{W}}}),
{\displaystyle m_{\text{Z}}={\frac {m_{\text{W}}}{\cos \theta _{\text{W}}}}~.}
I bosoni {\displaystyle W_{1}} e {\displaystyle W_{2}}, a loro volta, possono essere combinati per produrre i bosoni carichi massivi W±:
{\displaystyle W^{\pm }={\frac {1}{\sqrt {2}}}{\bigl (}W_{1}\mp iW_{2}{\bigr )}~.}

## Lagrangiana

### Prima della rottura della simmetria elettrodebole
La lagrangiana per le interazioni elettrodeboli è divisa in quattro parti prima della rottura spontanea di simmetria,
{\displaystyle {\mathcal {L}}_{\text{EW}}={\mathcal {L}}_{g}+{\mathcal {L}}_{f}+{\mathcal {L}}_{h}+{\mathcal {L}}_{y}~.}
Il termine {\displaystyle {\mathcal {L}}_{g}} descrive l'interazione tra i tre bosoni vettoriali W e il bosone vettore B, 
{\displaystyle {\mathcal {L}}_{g}=-{\tfrac {1}{4}}W_{a}^{\mu \nu }W_{\mu \nu }^{a}-{\tfrac {1}{4}}B^{\mu \nu }B_{\mu \nu }},
dove {\displaystyle W^{a\mu \nu }} ({\displaystyle a=1,2,3}) e {\displaystyle B^{\mu \nu }} sono tensori di field strength per i campi di gauge dell'isospin debole e dell'ipercarica debole.
{\displaystyle {\mathcal {L}}_{f}} è il termine cinetico per i fermioni del modello standard. L'interazione dei bosoni di gauge con i fermioni dipende dalla derivata covariante di gauge,
{\displaystyle {\mathcal {L}}_{f}={\overline {Q}}_{j}iD\!\!\!\!/\;Q_{j}+{\overline {u}}_{j}iD\!\!\!\!/\;u_{j}+{\overline {d}}_{j}iD\!\!\!\!/\;d_{j}+{\overline {L}}_{j}iD\!\!\!\!/\;L_{j}+{\overline {e}}_{j}iD\!\!\!\!/\;e_{j}},
dove il pedice {\displaystyle j} implica una somma sulle tre generazioni dei fermioni; {\displaystyle Q}, {\displaystyle u} e {\displaystyle d} sono i campi dei quark: rispettivamente il doppietto up-down levogiro, il singoletto up destrogiro, e il singoletto down destrogiro; infine {\displaystyle L} e {\displaystyle e} sono rispettivamente il doppietto elettronico levogiro e il singoletto elettronico destrogiro. La notazione slash di Feynman, {\displaystyle D\!\!\!\!/}, denota la contrazione del quadrigradiente con le matrici gamma di Dirac, definita come
{\displaystyle D\!\!\!\!/\equiv \gamma ^{\mu }D_{\mu }}
e la derivata covariante (senza il campo di gauge del gluone dell'interazione forte) è definita come
{\displaystyle D_{\mu }\equiv \partial _{\mu }-i{\frac {g'}{2}}Y\,B_{\mu }-i{\frac {g}{2}}T_{j}\,W_{\mu }^{j}}
Qui {\displaystyle Y} è l'ipercarica debole e {\displaystyle T_{j}} sono le componenti dell'isospin debole.
Il termine {\displaystyle {\mathcal {L}}_{h}} descrive il campo di Higgs {\displaystyle h} e le sue interazioni con sé stesso e con i bosoni di gauge,
{\displaystyle {\mathcal {L}}_{h}=|D_{\mu }h|^{2}-\lambda \left(|h|^{2}-{\frac {v^{2}}{2}}\right)^{2}},
dove {\displaystyle v} è il valore di aspettazione del vuoto.
Il termine {\displaystyle {\mathcal {L}}_{y}} descrive l'interazione di Yukawa con i fermioni, 
{\displaystyle {\mathcal {L}}_{y}=-y_{u\,ij}\epsilon ^{ab}\,h_{b}^{\dagger }\,{\overline {Q}}_{ia}u_{j}^{c}-y_{d\,ij}\,h\,{\overline {Q}}_{i}d_{j}^{c}-y_{e\,ij}\,h\,{\overline {L}}_{i}e_{j}^{c}+h.c.~,}
e genera le loro masse, manifeste quando il campo di Higgs acquisisce un valore di aspettazione del vuoto non nullo. Le {\displaystyle y_{u,d,e}^{ij}} sono matrici associate all'accoppiamento di Yukawa.

### Dopo la rottura della simmetria elettrodebole
I termini della lagrangiana vengono riorganizzati quando il bosone di Higgs acquisisce un valore di aspettazione non nullo dettato dal potenziale del paragrafo precedente. Come conseguenza di questa riscrittura, la rottura di simmetria diventa manifesta. Nella storia dell'universo, si crede che questo sia accaduto poco dopo il Big Bang caldo, quando l'universo aveva una temperatura equivalente a circa 159±1,5 GeV (prendendo in considerazione il modello standard).
La lagrangiana è descritta meglio se viene separata nei seguenti termini:
{\displaystyle {\mathcal {L}}_{\text{EW}}={\mathcal {L}}_{\text{K}}+{\mathcal {L}}_{\text{N}}+{\mathcal {L}}_{\text{C}}+{\mathcal {L}}_{\text{H}}+{\mathcal {L}}_{\text{HV}}+{\mathcal {L}}_{\text{WWV}}+{\mathcal {L}}_{\text{WWVV}}+{\mathcal {L}}_{\text{Y}}.}
Il termine cinetico {\displaystyle {\mathcal {L}}_{\text{K}}} contiene tutti i termini quadratici della lagrangiana, che comprendono i termini dinamici (le derivate parziali) e i termini di massa (mancanti nella lagrangiana prima della rottura di simmetria)
{\displaystyle {\begin{aligned}{\mathcal {L}}_{\text{K}}=\sum _{f}{\overline {f}}(i\partial \!\!\!/\!\;-m_{f})f-{\frac {1}{4}}A_{\mu \nu }A^{\mu \nu }-{\frac {1}{2}}W_{\mu \nu }^{+}W^{-\mu \nu }+m_{W}^{2}W_{\mu }^{+}W^{-\mu }\\\qquad -{\frac {1}{4}}Z_{\mu \nu }Z^{\mu \nu }+{\frac {1}{2}}m_{Z}^{2}Z_{\mu }Z^{\mu }+{\frac {1}{2}}(\partial ^{\mu }H)(\partial _{\mu }H)-{\frac {1}{2}}m_{H}^{2}H^{2}~,\end{aligned}}}
dove la somma corre su tutti i fermioni della teoria (quark e leptoni), e i campi {\displaystyle A_{\mu \nu }}, {\displaystyle Z_{\mu \nu }}, {\displaystyle W_{\mu \nu }^{-}}, e {\displaystyle W_{\mu \nu }^{+}\equiv (W_{\mu \nu }^{-})^{\dagger }}  sono dati da
{\displaystyle X_{\mu \nu }^{a}=\partial _{\mu }X_{\nu }^{a}-\partial _{\nu }X_{\mu }^{a}+gf^{abc}X_{\mu }^{b}X_{\nu }^{c}~,}
dove '{\displaystyle X}' va sostituito con uno dei campi ({\displaystyle A}, {\displaystyle Z}, {\displaystyle W^{\pm }}), e {\displaystyle f^{abc}} con le costanti di struttura del gruppo di gauge associato al campo scelto.
Le componenti di corrente neutra {\displaystyle {\mathcal {L}}_{\text{N}}} e di corrente carica {\displaystyle {\mathcal {L}}_{\text{C}}} contengono le interazioni tra i fermioni e i bosoni di gauge,
{\displaystyle {\mathcal {L}}_{\text{N}}=e\,J_{\mu }^{\text{em}}\,A^{\mu }+{\frac {g}{\,\cos \theta _{W}\,}}\,(\,J_{\mu }^{3}-\sin ^{2}\theta _{W}\,J_{\mu }^{\text{em}}\,)\,Z^{\mu }~,}
dove {\displaystyle ~e=g\,\sin \theta _{\text{W}}=g'\,\cos \theta _{\text{W}}~.} La corrente elettromagnetica {\displaystyle \;J_{\mu }^{\text{em}}\;} è
{\displaystyle J_{\mu }^{\text{em}}=\sum _{f}\,q_{f}\,{\overline {f}}\,\gamma _{\mu }\,f~,}
dove {\displaystyle q_{f}^{}} sono le cariche elettriche dei fermioni. La corrente debole neutra {\displaystyle \;J_{\mu }^{3}\;}è
{\displaystyle J_{\mu }^{3}=\sum _{f}\,I_{f}^{3}\,{\overline {f}}\,\gamma _{\mu }\,{\frac {\,1-\gamma ^{5}\,}{2}}\,f~,}
dove {\displaystyle I_{f}^{3}} sono gli isospin deboli dei fermioni.
La parte di corrente carica è data da
{\displaystyle {\mathcal {L}}_{\text{C}}=-{\frac {g}{\,{\sqrt {2\,}}\,}}\,\left[\,{\overline {u}}_{i}\,\gamma ^{\mu }\,{\frac {\,1-\gamma ^{5}\,}{2}}\;M_{ij}^{\text{CKM}}\,d_{j}+{\overline {\nu }}_{i}\,\gamma ^{\mu }\;{\frac {\,1-\gamma ^{5}\,}{2}}\;e_{i}\,\right]\,W_{\mu }^{+}+{\text{h.c.}}~,}
dove {\displaystyle \nu } è il singoletto di neutrino destrorso, e {\displaystyle \,M_{ij}^{\text{CKM}}\,} è la matrice CKM che determina il mescolamento tra gli autostati di massa e quelli deboli dei quark.
{\displaystyle {\mathcal {L}}_{\text{H}}} contiene i termini di auto-interazione dell'Higgs a tre e quattro punti,
{\displaystyle {\mathcal {L}}_{\text{H}}=-{\frac {\,g\,m_{\text{H}}^{2}\,}{\,4\,m_{\text{W}}\,}}\;H^{3}-{\frac {\,g^{2}\,m_{\text{H}}^{2}\,}{32\,m_{\text{W}}^{2}}}\;H^{4}~.}
{\displaystyle {\mathcal {L}}_{\text{HV}}} contiene le interazioni tra Higgs e i bosoni vettori di gauge,
{\displaystyle {\mathcal {L}}_{\text{HV}}=\left(\,g\,m_{\text{HV}}+{\frac {\,g^{2}\,}{4}}\;H^{2}\,\right)\left(\,W_{\mu }^{+}\,W^{-\mu }+{\frac {1}{\,2\,\cos ^{2}\,\theta _{\text{W}}\,}}\;Z_{\mu }\,Z^{\mu }\,\right)~.}
{\displaystyle {\mathcal {L}}_{\text{WWV}}} contiene le auto-interazioni dei bosoni gauge a tre punti,
{\displaystyle {\mathcal {L}}_{\text{WWV}}=-i\,g\,\left[\;\left(\,W_{\mu \nu }^{+}\,W^{-\mu }-W^{+\mu }\,W_{\mu \nu }^{-}\,\right)\left(\,A^{\nu }\,\sin \theta _{\text{W}}-Z^{\nu }\,\cos \theta _{\text{W}}\,\right)+W_{\nu }^{-}\,W_{\mu }^{+}\,\left(\,A^{\mu \nu }\,\sin \theta _{\text{W}}-Z^{\mu \nu }\,\cos \theta _{\text{W}}\,\right)\;\right]~.}
mentre {\displaystyle \,{\mathcal {L}}_{\text{WWVV}}\,} contiene le autointerazioni a quattro punti,
{\displaystyle {\begin{aligned}{\mathcal {L}}_{\text{WWVV}}=-{\frac {\,g^{2}\,}{4}}\,{\Biggl \{}\,&{\Bigl [}\,2\,W_{\mu }^{+}\,W^{-\mu }+(\,A_{\mu }\,\sin \theta _{\text{W}}-Z_{\mu }\,\cos \theta _{\text{W}}\,)^{2}\,{\Bigr ]}^{2}\\&-{\Bigl [}\,W_{\mu }^{+}\,W_{\nu }^{-}+W_{\nu }^{+}\,W_{\mu }^{-}+\left(\,A_{\mu }\,\sin \theta _{\text{W}}-Z_{\mu }\,\cos \theta _{\text{W}}\,\right)\left(\,A_{\nu }\,\sin \theta _{\text{W}}-Z_{\nu }\,\cos \theta _{\text{W}}\,\right)\,{\Bigr ]}^{2}\,{\Biggr \}}~.\end{aligned}}}
Infine{\displaystyle \,{\mathcal {L}}_{\text{Y}}\,} contiene le interazioni di Yukawa tra i femioni e il campo di Higgs,
{\displaystyle {\mathcal {L}}_{\text{Y}}=-\sum _{f}\,{\frac {\,g\,m_{f}\,}{2\,m_{\text{W}}}}\;{\overline {f}}\,f\,H~.}

## Osservazioni
1. ↑  Il particolare numero 246 GeV deriva dal valore di aspettazione del vuoto {\displaystyle v=(G_{\text{F}}{\sqrt {2}})^{-1/2}} del campo di Higgs (dove {\displaystyle G_{\text{F}}} è la costante di Fermi).
2. ↑  Si osservi che {\displaystyle \mathrm {U} (1)_{Y}} e {\displaystyle \mathrm {U} (1)_{\text{em}}} sono due istanze distinte e indipendenti dello stesso gruppo unitario.
3. ↑  Sebbene l'elettromagnetismo, tramite il fotone, non interagisca "direttamente" con il bosone di Higgs, interagisce in modo indiretto attraverso fluttuazioni quantistiche.
4. 1 2  I fattori {\displaystyle ~{\tfrac {1}{2}}\,(1-\gamma ^{5})~} nelle formule dell'accoppiamento debole sono deliberatamente inseriti per selezionare le componenti chirali sinistre dei campi spinoriali. Questo è il motivo per cui la teoria elettrodebole è definita una teoria chirale.